# Enrique Blancá
Enrique Blancá (Buenos Aires, 1881- La Plata, 24 de febrero de 1937) fue un pintor paisajista argentino.

## Trayectoria
Enrique Blancá nació en la ciudad de Buenos Aires en 1881. Cuando era niño con su familia se trasladó hacia la ciudad de La Plata donde pudo desarrollar su trabajo como pintor.
En 1910 abrió un estudio con Emilio Pettoruti en donde enseñaban pintura y dibujo.

Su interés frente al paisaje consistía, sencillamente, en capturarlo plásticamente sin romper su intimidad ni su armonía, como si solamente tratara de desentrañar aquellos misterios que sólo algunas sensibilidades son capaces de dilucidar.